# Thalna
Thalna va ser, segons la mitologia etrusca, una divinitat considerada generalment una deessa protectora del part.
Thalna també es representa amb gènere masculí, o sembla identificar-se amb una figura masculina per la forma en què estan col·locats els noms al voltant d'una escena. En la religió etrusca el gènere no era indicatiu de la funció que feia la divinitat. Tenia també altres funcions, relacionades amb l'amistat i la profecia. El seu nom podria significar «creixement» o «floració». A les representacions artístiques conservades es mostra en companyia de Turan, deessa de l'amor i la vitalitat que equivalia a la grega Afrodita o a la romana Venus, de Tínia, el déu suprem i de Menrva, una deessa de la guerra, l'art, la saviesa i la medicina.
En les representacions que es conserven dels miralls de bronze etruscs, Thalna es troba en escenes relacionades amb el naixement i la infància.